# マシュー・ロビンソン
マシュー・ロビンソン（Matthew "Mack" Robinson、1914年7月18日 - 2000年3月12日）は、アメリカ合衆国ジョージア州カイロ出身の陸上競技選手。1936年ベルリンオリンピックの銀メダリストである。身長185cm。

## 経歴
ロビンソンは、1930年代に活躍した短距離選手。有色人種メジャーリーガーのパイオニアであるジャッキー・ロビンソンは、マシュー・ロビンソンの弟である。
ロビンソンは、幼いころ父が蒸発してしまったため、母と兄弟とともにカリフォルニア州のパサデナに移住。パサデナ・シティ・カレッジ在学中には、100m、200mそして走幅跳の国内ジュニアカレッジ記録を樹立。
1936年のベルリンオリンピックに向けて、米国西部地区のオリンピック選考会に出場し、オリンピック代表の座を射止め、ベルリンでは200mに出場し、このオリンピックの短距離、跳躍で4冠を達成したジェシー・オーエンスに次いで2着となり銀メダルを獲得した。
ロビンソンは、オレゴン大学に進学し、1941年に卒業するまで、全米大学選手権、全米選手権等数多くのタイトルを獲得した。晩年は、糖尿病と腎臓病に苦しみ、2000年にこの世を去った。
パサデナには、1997年に建立された、マシューと弟のジャッキーを記念した銅像が存在する。

## 自己ベスト
- 100m - 10秒4 (1936年)
- 200m - 20秒8 (1936年)
- 走幅跳- 7m76 (1937年)